# Ievgueni Alekséievitx Preobrajenski
Ievgueni Alekséievitx Preobrajenski (En rus: Евге́ний Алексе́евич Преображе́нский) (1886 - 1937). Polític i economista rus. Ingressà al Partit Obrer Socialdemòcrata Rus el 1903 en el sector bolxevic. Fou responsable del partit als Urals. L'agost del 1917 va ser escollit membre del Comitè Central del Partit, al qual pertanyé fins al 1927.
Coautor amb Nikolai Bukharin del influent manual ABC del Comunisme. També amb Bukharin s'oposà al tractat de Brest-Litovsk per considerar que detenia la revolució mundial. Crític de la Nova Política Econòmica i de la reforma monetària i fiscal conduïda per Grigori Sokólnikov, després de la mort de Lenin passà a l'oposició a la política de socialisme en un sol país propiciada per Stalin i pel seu anterior aliat Bukharin.
El 1923 firmà la Declaració dels 46 de l'Oposició d'Esquerra, encapçalada per Trotski. El 1924 va proposar un camí per a la industrialització de Rússia (l'acumulació socialista primitiva). El 1926 va escriure la seva obra cabdal, La Nova Economia, on analitza les contradiccions entre mercat i planificació i sobre la llei del valor en el període de la construcció del socialisme.
El 1927 Preobrajenski fou expulsat del partit i deportat junt amb Trotski i altres líders opositors.
El 1929 Stalin va copiar la política preconitzada per Preobrajenski amb la col·lectivització agrària i la planificació basada en la indústria pesant, i Ievgueni va donar suport al canvi. Va tornar al partit, però el 1934 va ser criticat i el 1936 expulsat del partit novament, empresonat i executat l'any següent.